# Voroicus
Voroicus ist ein keltischer Gott, der wahrscheinlich als Lokalgottheit in der Gegend um Vichy in Frankreich (Département Allier, Region Auvergne) verehrt wurde. Eine dort gefundene Weihinschrift deutet darauf hin, dass er nach der Interpretatio Romana mit den römischen Kriegsgott Mars gleichgesetzt wurde. Bernhard Maier zieht eine etymologische Verbindung zum Ortsteil Vouroux im Norden Vichys in Erwägung.